# 05式两栖装甲抢救车
ZBD-05两栖装甲抢救车是中国人民解放军海军陆战队的作战兵器，又被称为05式两栖装甲抢救车，是中华人民共和国新研制的“05式两栖装甲车族”一员，它与美国的“远征战斗车”（Expeditionary Fighting Vehicle, EFV）的概念相似。
根據2003年12月有关部门下发了关于05车的正式研制通知公函。05式实际上是四个型号：一型为两栖装甲突击车；二型为两栖装甲步兵战车；在二型车基础上研制了三型的两栖装甲指挥车，在一型基础上研制了四型车的车两栖装甲抢救车。
車上部除去砲塔後配有一液壓吊車，蛟龙-2010登陆演习中本車參與實戰演練。